# Euphorbia polycephala
Euphorbia polycephala es una especie fanerógama perteneciente a la familia de las euforbiáceas. Es endémica del sur de Sudáfrica en la Provincia del Cabo.

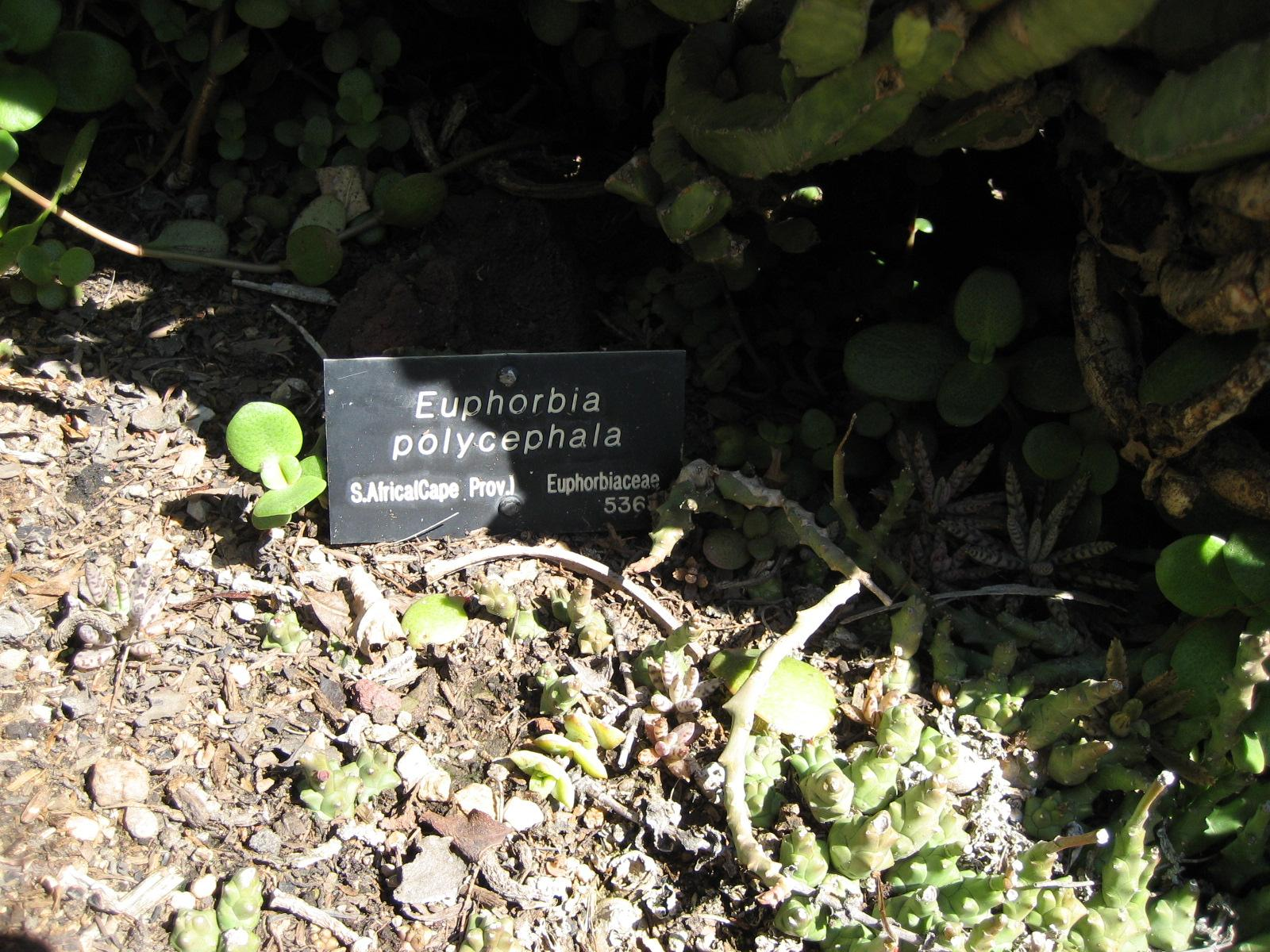
Vista de la planta

## Descripción
Es una planta suculenta perennifolia, arbusto enano que alcanza un tamaño de 0.4 - 0.7 m de altura. Se encuentra a una altitud de 900 - 1200 metros.

## Taxonomía
Euphorbia polycephala fue descrita por Hermann Wilhelm Rudolf Marloth y publicado en South African Gardening 21: 127. 1931.
Etimología
Euphorbia: nombre genérico que deriva del médico griego del rey Juba II de Mauritania (52 a 50 a. C. - 23), Euphorbus, en su honor – o en alusión a su gran vientre –  ya que usaba médicamente Euphorbia resinifera. En 1753 Carlos Linneo asignó el nombre a todo el género.
polycephala: epíteto latino que significa "con muchas cabezas".